# Мартьяново (Рыбинский район)
В Ярославской области есть ещё две деревни с таким названием, в Любимском и Пошехонском районах, а в Рыбинском районе есть деревня со схожим названием Мартьяновское.
Мартья́ново — деревня в Погорельском сельском округе Глебовского сельского поселения Рыбинского района Ярославской области.
Деревня находится в северной части Глебовского сельского поселения, между расположенным на расстоянии около 3,5 км к западу правым берегом Волги (Рыбинское водохранилище) и расположенной в 1 км к востоку автомобильной дорогой из центра сельского поселения Глебово на Ларионово, к юго-западу от центра сельского округа, села Погорелка. От Погорелки в район детского лагеря Коприно через Мартьяново идёт дорога. С северо-запада от Мартьяново находится деревня Овинища.
Деревня Мартьянава указана на плане Генерального межевания Рыбинского уезда 1792 года. К западу от Мартьяново и Югу от Овинищ на том же плане есть деревня Круглая, на современных топокартах там только небольшое поле в лесу.
На 1 января 2007 года в деревне не числилось постоянных жителей. Почтовое отделение, расположенное в центре сельского округа, селе Погорелка обслуживает в деревне Мартьяново 14 домов.

## Известные жители
- Добряков, Николай Фёдорович (1923—2003) — полный кавалер ордена Славы.